# Hotărani, Olt
Hotărani este un sat în comuna Fărcașele din județul Olt, Oltenia, România.

## Personalități
- Petre Coteț (1914 - 1988), geograf și geomorfolog, profesor universitar.

 Acest articol despre o localitate din județul Olt este deocamdată un ciot. Puteți ajuta Wikipedia prin completarea lui.

Sat de o frumusețe rară cu păduri verzi de foioase, străbătut de râul Cungrea și cu celebrul copac,Tecul de la Ionicesti.